# 세드리크 소라인도
세드리크 소라인도(프랑스어: Cédric Sorhaindo, 1984년 6월 7일~)는 프랑스의 핸드볼 선수이다. 포지션은 피벗으로 현재 루마니아 핸드볼 리그의 디나모 부쿠레슈티 소속으로 뛰고 있다. 스페인 리가 아소발의 FC 바르셀로나에서 대부분의 선수 경력를 보냈으며, 프랑스 국가대표팀 선수로도 활약하여 2021년 하계 올림픽에서 금메달을 획득했고 세계 선수권 대회 4회, 유럽 선수권 대회 2회 우승을 달성했다.